# Cychrus
Cychrus es un género de coleópteros adéfagos de la familia Carabidae. Hay alrededor de 160 especies descritas. Están distribuidas por todo el mundo, pero 80 por ciento están en China.

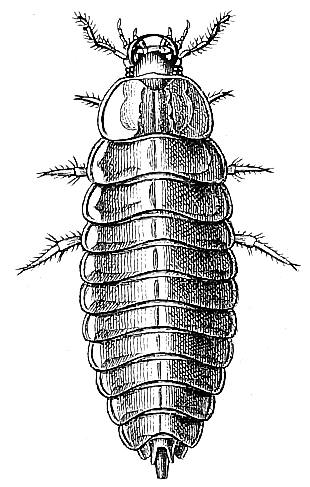
Cychrus rostratus, larva

## Especies
Contiene las siguientes especies:
- Cychrus aeneus Fisher-Waldheim, 1824
- Cychrus anatolicus Motschulsky, 1865
- Cychrus andrei Cavazzuti, 2001
- Cychrus angulicollis Sella, 1874
- Cychrus angustatus Hoppe & Hornschuch, 1825
- Cychrus angustior Kleinfeld, 2000
- Cychrus angustitarsalis Deuve, 1991
- Cychrus armeniacus Chaud, 1879
- Cychrus attenuatus Fabricius, 1792
- Cychrus auvrayorum Deuve & Mourzine, 1997
- Cychrus baxiensis Deuve, 1997
- Cychrus benesi Deuve, 1996
- Cychrus bisetosus Deuve, 1995
- Cychrus bispinosus Deuve, 1989
- Cychrus boulbeni Deuve, 1997
- Cychrus bruggei Deuve, 1991
- Cychrus busatoi Cavazzuti, 2009
- Cychrus businskyanus Imura, 2000
- Cychrus businskyorum Imura, 2000
- Cychrus caraboides Linnaeus, 1758
- Cychrus cavazzutti Deuve, 2001
- Cychrus cerberus Cavazzuti, 2007
- Cychrus chareti Deuve, 1994
- Cychrus contractus Cavazzuti, 2007
- Cychrus cordicollis Chaudoir, 1835
- Cychrus cordithorax Deuve, 2007
- Cychrus culminalis Cavazzuti, 1997
- Cychrus cylindricollis Pini, 1871
- Cychrus dacatrai Deuve, 1992
- Cychrus daochengicus Deuve, 1989
- Cychrus davidis Fairmaire, 1886
- Cychrus deuveianus Cavazzuti, 1998
- Cychrus dolichognathus Deuve, 1990
- Cychrus dufouri Chaudoir, 1869
- Cychrus elongaticeps Deuve, 1992
- Cychrus elongatulus Deuve, 2001
- Cychrus evae Haeckel & Sehnal, 2007
- Cychrus fedotovi Cavazzuti, 2001
- Cychrus furumii Deuve, 1990
- Cychrus gorodinskii Cavazzuti, 2001
- Cychrus grajus K. Daniel & J. Daniel, 1898
- Cychrus grumulifer Deuve, 1993
- Cychrus haesitans Cavazzuti, 2007
- Cychrus hampei Gestro, 1875
- Cychrus hemphillii Horn, 1878
- Cychrus inexpectatior Deuve, 1991
- Cychrus inframontes Cavazzuti, 2007
- Cychrus italicus Bonelli, 1810
- Cychrus ivanrapuzzii Cavazzuti, 2007
- Cychrus janatai Deuve, 2001
- Cychrus jinchuanensis Deuve & Tian, 2007
- Cychrus jirouxi Deuve, 2006
- Cychrus kaiseri Deuve, 2001
- Cychrus kalabi Deuve, 1991
- Cychrus kaznakovi Semenov & Znoiko, 1934
- Cychrus keithi Deuve, 1998
- Cychrus koiwayai Deuve & Imura, 1993
- Cychrus koltzei Roeschke, 1907
- Cychrus korgei Breuning, 1964
- Cychrus korotyaevi Deuve, 1991
- Cychrus kozlovi Semenov & Znojko, 1934
- Cychrus kralianus Deuve, 1996
- Cychrus kryzhanovskii Deuve, 2000
- Cychrus kubani Deuve, 1992
- Cychrus kvetoslavae Deuve, 2006
- Cychrus lajinensis Deuve & Tian, 2002
- Cychrus lanpingensis Deuve, 1997
- Cychrus lecordieri Deuve, 1990
- Cychrus liei Kleinfeld, 2003
- Cychrus lilianae Cavazzuti, 1997
- Cychrus loccai Cavazzuti, 1997
- Cychrus luctifer Deuve, 1991
- Cychrus ludmilae Imura, 1999
- Cychrus luhuo Deuve, 1994
- Cychrus luojiensis Cavazzuti, 1998
- Cychrus maoxianicus Deuve & Mourzine, 2000
- Cychrus marcilhaci Deuve, 1992
- Cychrus minshanicola Deuve, 1987
- Cychrus miroslavi Deuve, 2006
- Cychrus moerkuaicus Deuve & Tian, 2007
- Cychrus morawitzi Gehin, 1863
- Cychrus morvani Deuve, 1998
- Cychrus mugecuo Deuve, 1994
- Cychrus muliensis Deuve, 1995
- Cychrus naviauxi Deuve & Mourzine, 1998
- Cychrus okamotoi Imura, Su & Osawa, 1998
- Cychrus ombrophilus Deuve, 1989
- Cychrus pangi Deuve & Tian, 2004
- Cychrus paraxiei Cavazzuti, 2009
- Cychrus pratti Breuning, 1946
- Cychrus procerus Cavazzuti, 1998
- Cychrus puetzi Kleinfeld, Korell & Wrase, 1996
- Cychrus quadrisetifer Imura, 1998
- Cychrus remondi Deuve, 1999
- Cychrus riwaensis Deuve, 2006
- Cychrus roeschkei Heller, 1923
- Cychrus rugicollis K. & J.Daniel, 1898
- Cychrus sars Imura & Haeckel, 2003
- Cychrus schmidti Chaudoir, 1837
- Cychrus schneideri Imura, 1997
- Cychrus sehnali Haeckel, 2007
- Cychrus sellemi Deuve, 2002
- Cychrus semelai Deuve, 1997
- Cychrus semigranosus Palliardi, 1825
- Cychrus seriatus Roeschke, 1907
- Cychrus shanxiensis Deuve, 2005
- Cychrus signatus Faldermann, 1835
- Cychrus sinicus Deuve, 1989
- Cychrus solus Cavazzuti, 1997
- Cychrus songpanensis Deuve, 1991
- Cychrus spinicollis L. Dufour, 1857
- Cychrus stoetzneri Roeschke In Heller, 1923
- Cychrus szetshuanus Breuning, 1931
- Cychrus tatzaopin Deuve, 1996
- Cychrus thibetanus Fairmaire, 1893
- Cychrus toledanoi Cavazzuti, 2008
- Cychrus tuberculatus Harris, 1839
- Cychrus turnai Deuve, 1994
- Cychrus uenoi Imura, 1995
- Cychrus wuyipeng Deuve, 1992
- Cychrus xiei Deuve, 1989
- Cychrus yadingensis Deuve, 2006
- Cychrus yi Cavazzuti, 2001
- Cychrus yulongxuicus Deuve, 1990
- Cychrus yunnanus Fairmaire, 1887
- Cychrus zhoui Imura, Su & Osawa, 1998
- Cychrus zoigeicus Deuve, 1990